# Sigge Fürst
Karl Sigurd Tore Fürst, detto Sigge (Stoccolma, 3 novembre 1905 – Stoccolma, 11 giugno 1984), è stato un attore svedese.

## Filmografia parziale
- Gli amori di un'attrice (Karriär), regia di Schamyl Bauman (1938)
- Mästerdetektiven Blomkvist, regia di Rolf Husberg (1947)
- Kastrullresan, regia di Arne Mattsson (1950)
- Monica e il desiderio (Sommaren med Monika), regia di Ingmar Bergman (1953)
- Una lezione d'amore (En lektion i kärlek), regia di Ingmar Bergman (1954)
- Ratataa, regia di Hasse Ekman (1956)
- La vergogna (Skammen), regia di Ingmar Bergman (1968)